# حسن كامل (نحات)
حسن كامل (14 نوفمبر 1967-) هو نحات مصري.

## حياته ونشأته
من مواليد مدينة القاهرة في 14 نوفمبر 1967. حصل على بكالوريوس كلية التربية الفنية جامعة حلوان عام 1991، ثم ماجستير كلية التربية الفنية جامعة حلوان عام 1998، ثم دكتوراه الفلسفة في التربية الفنية عام 2004، وهو رئيس شعبة النحت بنقابة التشكيليين.

## حياته الوظيفية
عمل حسن كامل معيداً بقسم النحت بكلية التربية الفنية جامعة حلوان، وتدرج في التدريس الفني ليصل إلى مركز أستاذ النحت بقسم التعبير المجسم بكلية التربية الفنية جامعة حلوان عام 2014.

تمثال عميد الأدب العربى (الدكتور طه حسين) ميدان الجلاء بالجيزة عام 2003

## المعارض
أقام العديد من المعارض الخاصة، وشارك في معارض جماعية محلية، وشارك أيضاً في معارض جماعية دولية، من أهم معارضه معرض «الخبيئة»، وعن اسم المعرض الخبيئة، قال كامل، إن الخبيئة هي شئ ثمين يخبئه الناس لقيمته العالية، واليوم حمل المعرض هذا الاسم لقيمته الفنية العالية، والتي هي حصيلة خبرات سنوات العمر، وخلاصة التجارب التي فهمتها عن النحت في الحضارة المصرية القديمة.

## المهام الفنية التي كلف بها والاسهامات العامة

من أعمال حسن كامل (ميدان بمدينة شرم الشيخ)

كلف وشارك في تنفيذ بعض الأعمال النحتية التي استخدمت لأغراض سينمائية أو عسكرية أو عامة كان أبرزها تنفيذ تمثال عميد الأدب العربى (الدكتور طه حسين) من البرونز بارتفاع ثلاثة أمتار ونصف، والإشراف على تنفيذ التنسيق المكاني بقطر ثمانية وثلاثون متر، وارتفاع إجمالي اثنتا عشرة متر بميدان الجلاء بالجيزة عام 2003.

## تجارب وأبحاث
يقول الفنان حسن كامل أن تجربته تعتبر نتيجة بحث وتجريب لفترة تقترب من 20 عاماً في الفنون المصرية، من خلال دراسة الحضارة المصرية القديمة والتركيز على النحت كمجال هام بنيت عليها الحضارة المصرية ووصلت للعالم من خلال المجسمات التي تعددت بين أبنية دينية ودنيوية وأخروية، ومجسمات للاستخدام في الحياة اليومية، ولفت حسن كامل، إلى أن فن النحت بالنسبة للحضارة المصرية هو لغة يتواصل بها مع كل من يفكر فيه ويريد توصيله لمن حوله، مضيفا أنه يتخذ زهرة اللوتس في صورة برعمها المغلق والوجه الذي يمثل الإنسان المصرى أو الإنسان بوجه عام، وكذلك التركيبات النحتية المعمارية كعناصر ثلاثة رئيسية تتفاعل مع بعضها كلها أو بعض منها لتوصيل رسائل للمشاهد، وأشار حسن كامل، إلى أن زهرة اللوتس رمز هام في الحضارة المصرية يرمز لإعادة البعث وتجدد الحياة فهى فلسفة رمزية نحتاجها في تاريخنا المعاصر.

معرض (آوان الخبئة) 2

## الجوائز
الجائزة الأولى في مجال طباعة المنسوجات مسابقة مايو للفنون التشكيلية 1989.
جائزة تشجيعية في مسابقة التصوير الفوتوغرافي (الحزب المصرى) 1990.
جائزة لجنة التحكيم من صالون الشباب السابع 1995.
جائزة في صالون الشباب العاشر 1998.
شهادة تقدير من صالون الأعمال الفنية الصغيرة الثالث 1999.
الجائزة الثانية في مسابقة النحات الاستاذ كمال عبيد 1999.
الجائزة الثالثة في النحت من صالون الشباب الثانى عشر 2000.
الجائزة الثانية في مسابقة تصميم عمل ميدانى يخلد ذكرى عميد الأدب العربي الدكتور طه حسين 2001.
جائزة الاقتناء المعرض القومى للفنون التشكيلية 2003.
الجائزة الأولى لتصميم عمل ميدانى بمدينة شرم الشيخ، تنظيم شركة سياحية كبرى بالتعاون مع وزارة السياحة 2006.  

## وصلات خارجية
http://www.fineart.gov.eg/arb/cv/cv.asp?IDS=605 حسن كامل (نحات)
https://www.albawabhnews.com/3419096 حسن كامل (نحات)
https://gate.ahram.org.eg/News/1478221.aspx حسن كامل (نحات)
http://www.aiss.gov.eg/?q=ar/node/1867 حسن كامل (نحات)
http://www.alwasela.com/37418 نسخة محفوظة 5 فبراير 2020 على موقع واي باك مشين. حسن كامل (نحات)